# Élections cantonales françaises de 1848
Des élections cantonales sont organisées en France les 27 août et 3 septembre 1848.